# Wolf (wulkan)

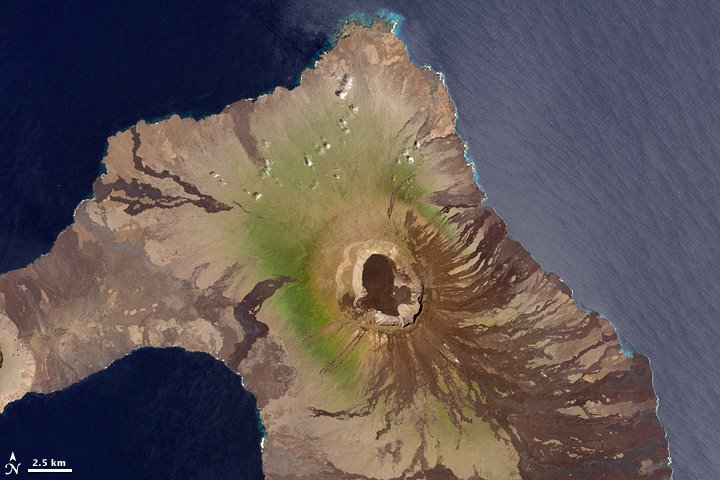
Zdjęcie satelitarne wulkanu Wolf wykonane przez satelitę Landsat 7, 2001

Wolf – czynny wulkan tarczowy, położony w północnej części wyspy Isabeli, w archipelagu Galapagos. 
Najwyższy szczyt archipelagu, wznoszący się na wysokość 1707 m n.p.m. Na jego stokach żyje endemiczny gatunek dużej jaszczurki z rodziny legwanowatych (Iguanidae) – Conolophus marthae.

## Nazwa
Wulkan został nazwany na cześć niemieckiego przyrodnika Theodora Wolfa, który badał wyspy Galapagos w XIX wieku. Wulkan nazywany również bywa „Mount Whiton”.

## Opis
Wolf (1707 m n.p.m.) jest najwyższym szczytem archipelagu Galapagos. 
Położony jest na równiku, na północnym krańcu największej wyspy archipelagu – Isabeli. Jest jednym z sześciu wulkanów na tej wyspie. 
Wolf jest czynnym wulkanem tarczowym. Jego stoki o nachyleniu sięgającym 35° są bardziej strome niż innych wulkanów na Isabeli. Jego kaldera o wymiarach 6 x 5 km ma 700 m głębokości – jest najgłębszą na wyspach. Po zachodniej stronie kaldery, 450 m nad jej dnem, znajduje się ławka (4 x 1 km), w większości pokryta zastygłą lawą po wybuchu w 1982 roku. Zastygłe strumienie lawy biegną w kierunku południowo-wschodnim aż do oceanu. Jest to w głównej mierze lawa typu aa.
Wegetacja występuje po stronie zachodniej i północnej, pomiędzy zastygłymi strumieniami lawy po starszych wybuchach. Występuje tu endemiczny gatunek dużej jaszczurki z rodziny legwanowatych (Iguanidae) – Conolophus marthae, odkryty w 1986 roku a opisany w 2009 roku. 

## Erupcje
Erupcje miały miejsce w latach: 1797, 1800, 1849, 1859, 1925, 1933, 1935, 1938, 1948, 1963, 1982 i 2015.
Wybuch Wolf z 1797 roku był pierwszym historycznie udokumentowanym na wyspach Galapagos. Ostatnia erupcja została odnotowana w maju 2015 roku. Wulkan wyrzucił wówczas gazy i popioły na wysokość 15 km, a lawa spływała po jego wschodnich i południowo-wschodnich stokach, sięgając wód oceanu.